# Больджи, Андреа
Андреа Больджи (итал. Andrea Bolgi; 22 июня 1605, Каррара — 1656, Неаполь) — итальянский скульптор эпохи барокко, известный под прозванием Каррарино (итал. Il carrarino — «маленький каррарец»). Создавал скульптуры для базилики Святого Петра в Ватикане. Под конец жизни переехал в Неаполь, где выполнял портретные бюсты. Скончался в Неаполе во время эпидемии чумы.

## Биография
Больджи родился в городке Каррара (Тоскана), известном центре добычи и обработки знаменитого каррарского мрамора. Его обучение проходило во Флоренции. В 1626 году вместе с Франческо Бараттой его отправили в Рим, где они начали работать под руководством выдающегося мастера римского барокко Джан Лоренцо Бернини.
Больджи вытеснил другого сотрудника Бернини, мраморщика Джулиано Финелли как «единственного влиятельного человека» в мастерской Бернини, как заметил британский историк искусства Рудольф Виттковер, приписывая Больджи бюст Томаса Бейкера, начатый Бернини, который ныне находится в Музее Виктории и Альберта в Лондоне.
Для средокрестия собора Святого Петра Больджи под руководством Бернини создал огромную пятиметровую фигуру «Святой Елены» (1629—1639). Больджи работал над этой фигурой в течение десяти лет, она олицетворяла его карьеру и, в некоторой степени, его унижение: Виттковер отметил «классицизирующую холодность» и «скучную точность» этой скульптуры и её положение прямо напротив великолепного «Святого Лонгина Бернини», что вызывает нелестные сравнения.
Между 1647 и 1650 годами все паруса (пандативы) над арками нефа собора Святого Петра были заполнены скульптурными фигурами. Их выполнение было разделено между скульпторами, связанными с Бернини. В первом отсеке слева фигурки Церкви и Божественного правосудия были переданы Больджи, которому за них заплатили в сентябре 1647 и в марте 1648 года. Папа Иннокентий X остался недоволен фигурами, они были сняты и переделаны.
После 1650 года Больджи переехал в Неаполь, где прославился своими портретными бюстами. Его вызвал в Неаполь Джован Камилло Какаче, юрист и член «Академии Праздных» (Accademia degli Oziosi). Для этого заказчика Больджи создал скульптуры в семейной капелле церкви Сан-Лоренцо-Маджоре: коленопреклонённые фигуры изображают Джузеппе и Витторию Де Каро. Под скульптурами расположены бюсты Франческо Де Каро и Джована Камилло Какаче.
Андреа Больджи умер в Неаполе во время эпидемии чумы в 1656 году.

## Галерея

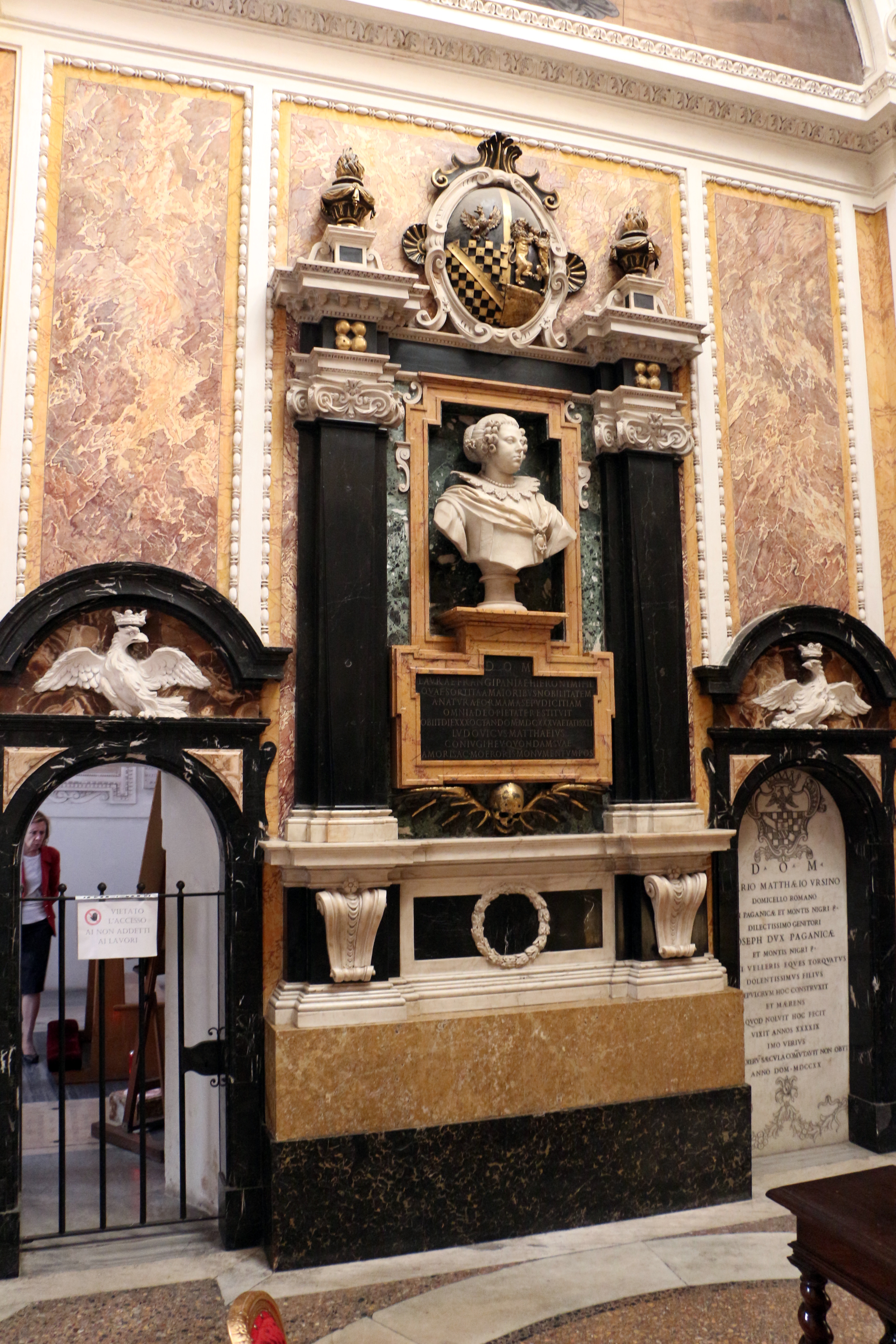
Памятник Лауре Франджипани. 1637. Церковь Сан-Франческо-а-Рипа, Рим
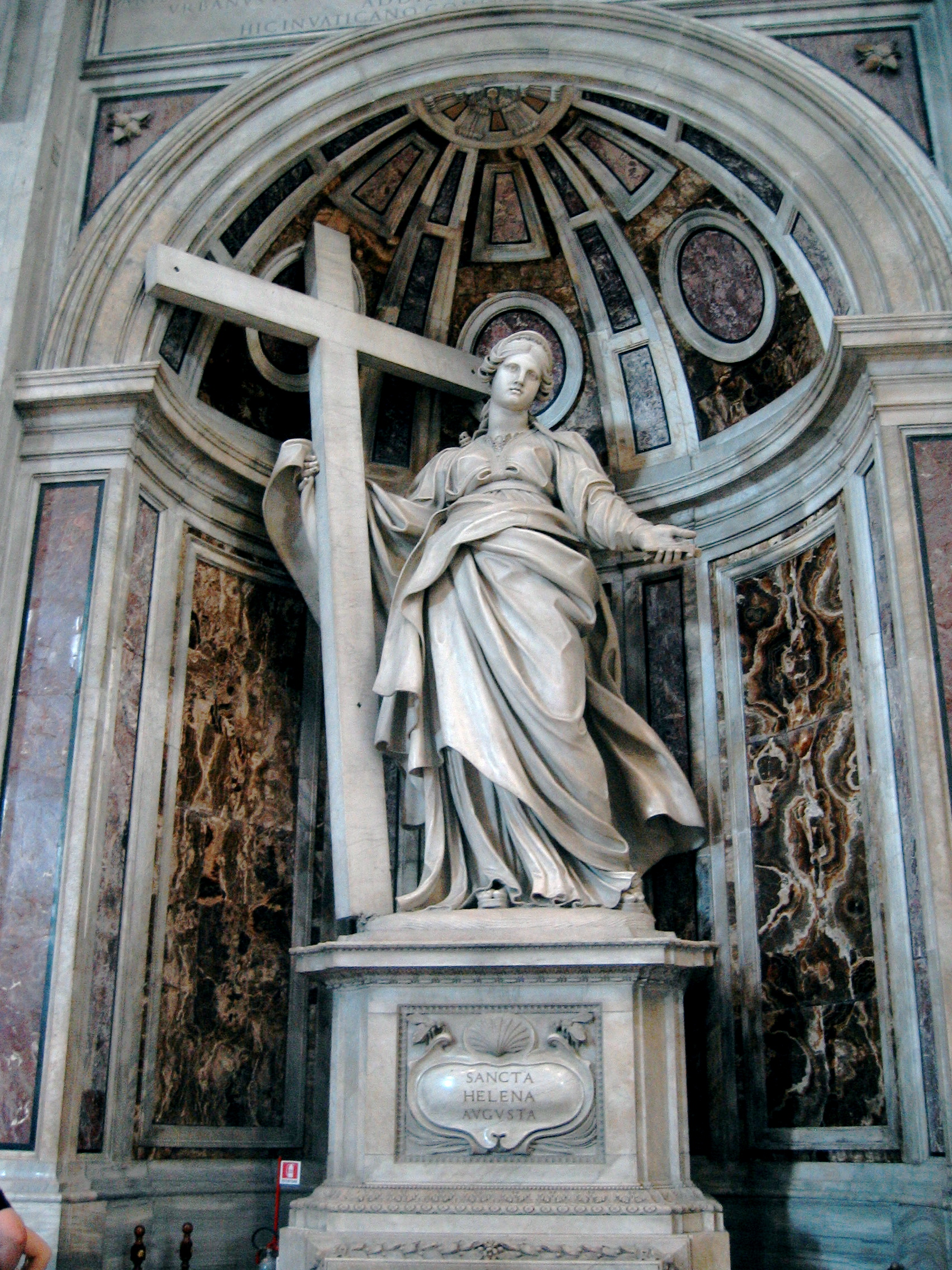
Святая Елена. 1629–1639. Мрамор. Собор Святого Петра, Ватикан
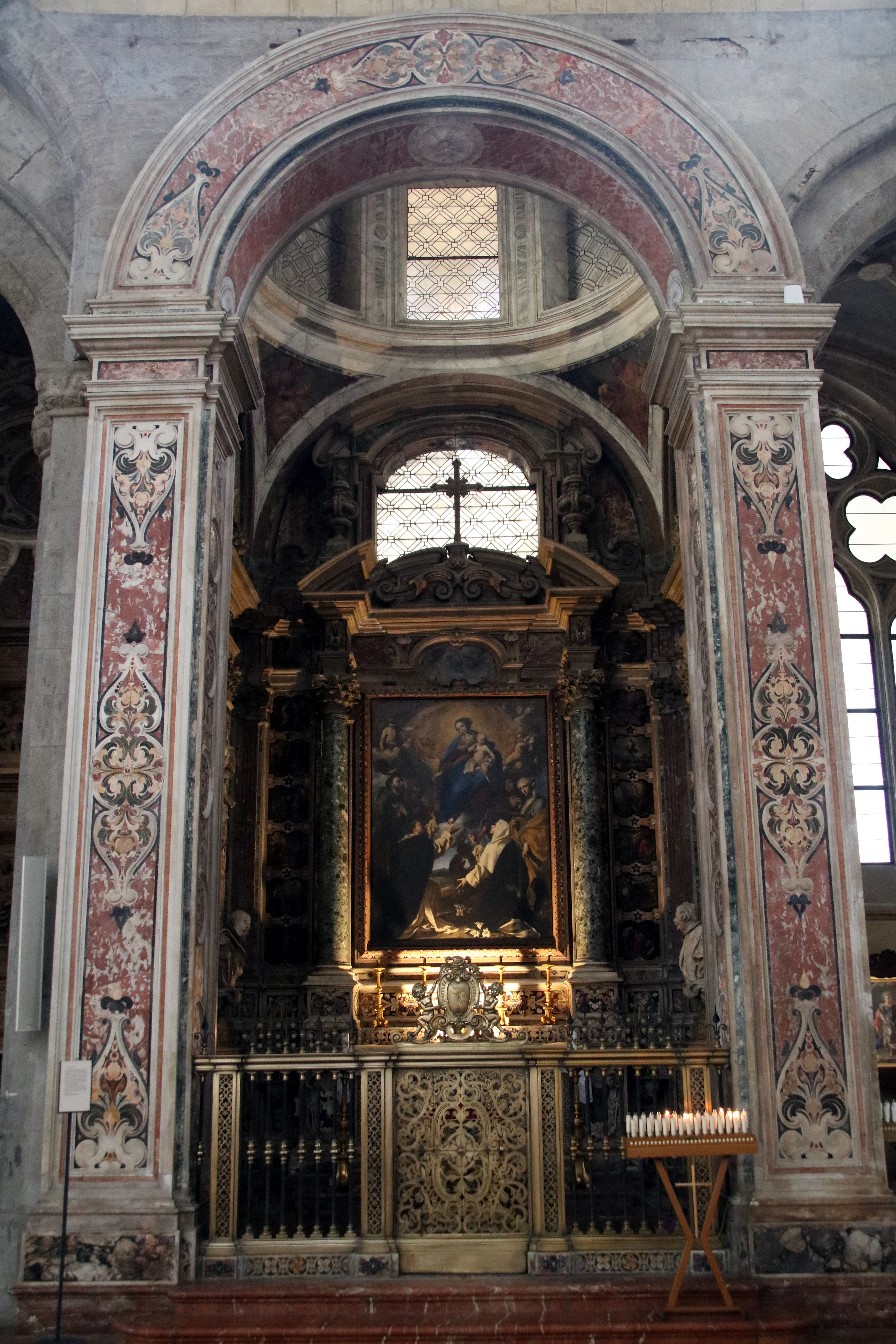
Капелла Какаче. После 1650. Церковь Сан-Лоренцо-Маджоре, Неаполь
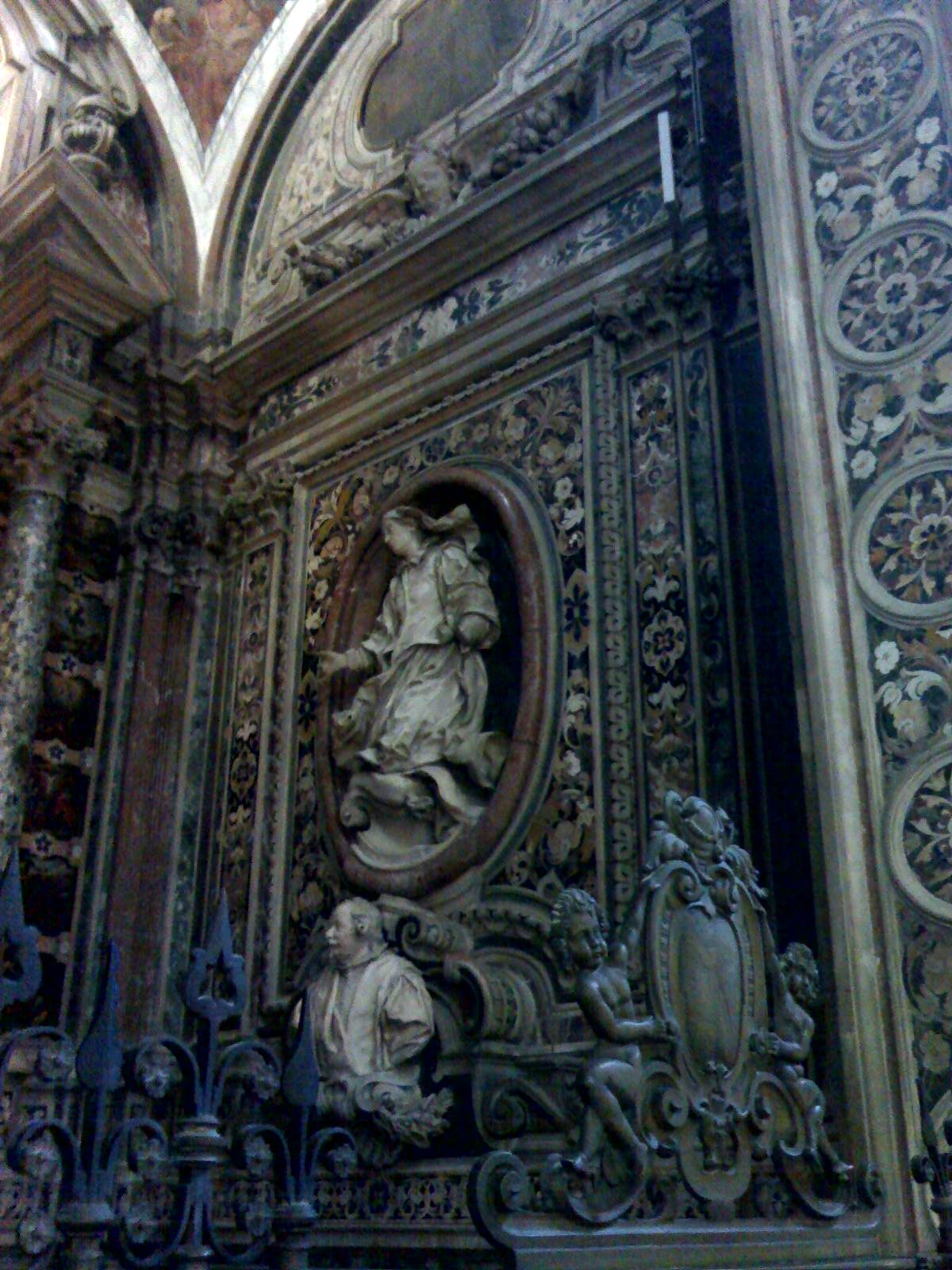
Капелла Какаче. Деталь
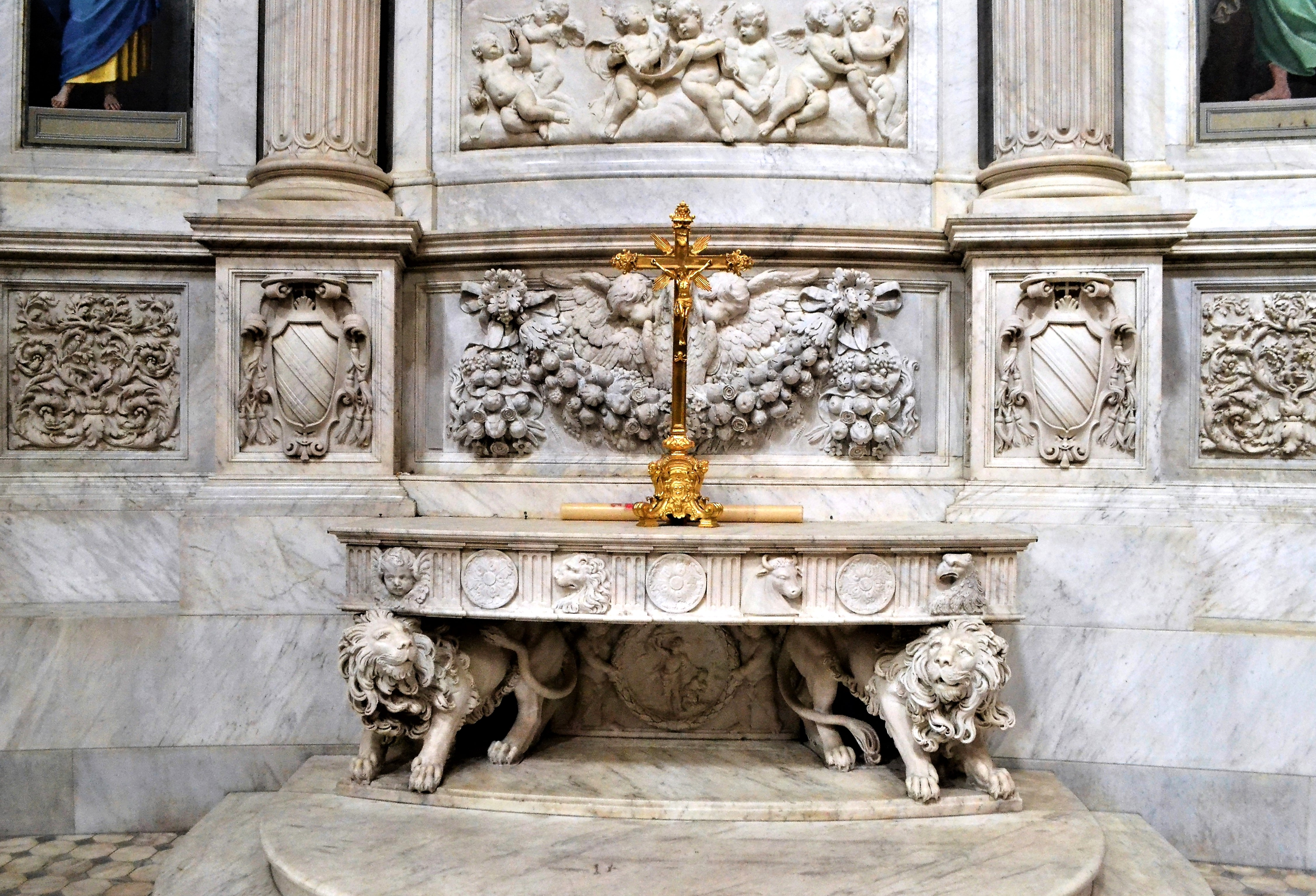
Деталь алтаря (менса) кардинала Асканио Филомарино. Церковь Санти-Апостоли, Неаполь